# Vèrtebra lumbar
La vèrtebra lumbar és una vèrtebra situada en la regió lumbar, entre les vèrtebres toràciques i l'os sacre.
Les vèrtebres són cinc, nominades de la següent manera: 
- vèrtebra L1: primera vèrtebra lumbar
- vèrtebra L2
- vèrtebra L3
- vèrtebra L4
- vèrtebra L5

Es caracteritzen per presentar un cos vertebral gruixut en comparació amb altres vèrtebres, així com una apòfisi espinosa relativament curta.